# Cheryl Studer
Cheryl Studer (ur. 24 października 1955 w Midland w stanie Michigan) – amerykańska śpiewaczka, sopran.

## Życiorys
Studiowała w Interlochen Arts Academy, Oberlin College Conservatory oraz University of Tennessee. W latach 1975–1977 dzięki otrzymanemu stypendium uczęszczała na letnie kursy u Phyllis Curtin w Berkshire Music Center w Tanglewood, gdzie debiutowała jako śpiewaczka w Pasji według św. Mateusza J.S. Bacha z Boston Symphony Orchestra pod batutą Seijiego Ozawy. Od 1979 do 1980 roku była uczennicą Hansa Hottera w Wiedniu i Monachium. W latach 1980–1982 występowała w monachijskiej Bayerische Staatsoper, gdzie zadebiutowała jako śpiewaczka operowa rolą Marzenki w Sprzedanej narzeczonej Bedřicha Smetany. W kolejnych latach śpiewała w teatrze operowym w Darmstadcie (1983–1985) i Deutsche Oper w Berlinie (1984–1986). W ojczyźnie debiutowała w 1984 roku w roli Micaeli w Carmen Georges’a Bizeta w Lyric Opera w Chicago. W 1985 roku wystąpiła na festiwalu w Bayreuth jako Elżbieta w Tannhäuserze. 
W 1987 roku debiutowała Covent Garden Theatre w Londynie (Elżbieta w Tannhäuserze) i mediolańskiej La Scali (Donna Anna w Don Giovannim), a rok później w nowojorskiej Metropolitan Opera (Micaela w Carmen). W 1989 roku jako Chryzotemis w Elektrze Richarda Straussa wystąpiła na festiwalu w Salzburgu. Otrzymała nagrodę im. Marii Callas w konkursie Grand Prix du Disque (1989), International Classical Music Award w kategorii Best Female Singer of the Year (1993) oraz tytuł wokalisty roku przyznawany przez czasopismo „Musical America” (1994).
Jej repertuar obejmuje ponad 70 partii operowych, od koloraturowych, przez dramatyczne, po liryczne. Występowała też jako artystka koncertowa oraz z repertuarem pieśniarskim. Współpracowała z takimi dyrygentami jak Bernard Haitink, Giuseppe Sinopoli i Wolfgang Sawallisch. Dokonała licznych nagrań płytowych dla wytwórni HMV, Deutsche Grammophon, EMI, Philips, Virgin.